# Cabildo colonial
Los cabildos municipales o cabildos virreinales fueron corporaciones municipales creadas en Canarias y posteriormente en vocaciones por las Indias, América y las Filipinas por el Imperio español para la administración de las ciudades. Fueron creados por una adaptación a un nuevo medio de los ayuntamientos medievales de España, que en ocasiones también habían sido llamados cabildos, en similitud con los cabildos catedralicios de las iglesias catedrales. El término cabildo proviene del latín capitulum cabeza. El nombre completo con que se encabezaba cada uno era Muy Ilustre Cabildo, Justicia y Regimiento de....

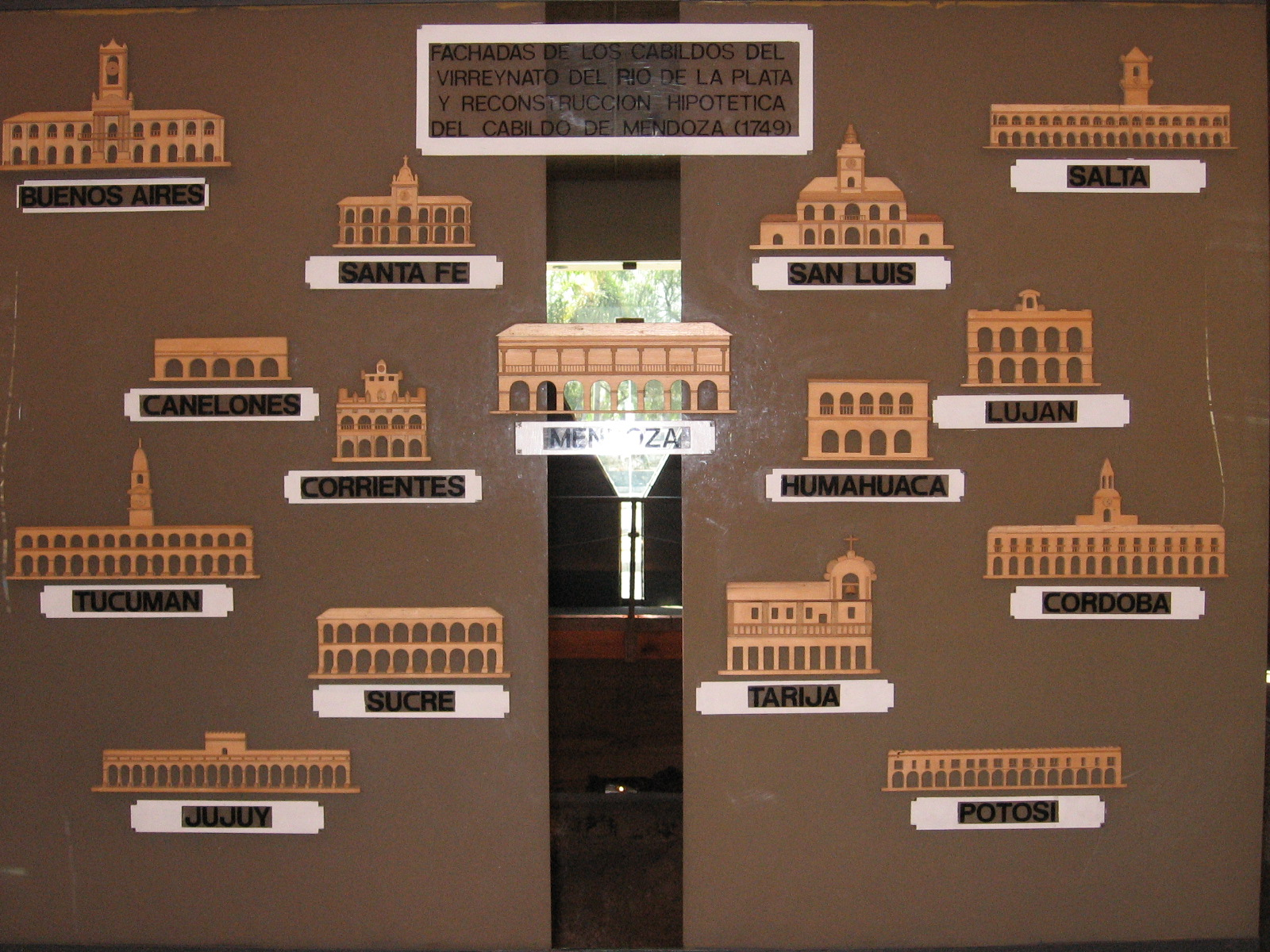
Aspectos de los cabildos del Virreinato del Río de la Plata.

El cabildo —también llamado ayuntamiento o concejo (concillium)— era el representante legal de la ciudad o villa, el órgano municipal por medio del cual los vecinos velaban por los problemas judiciales, administrativos, económicos y militares del municipio. Su estructura y composición fue semejante a la que tuvieron los concejos de España, pero sus atribuciones variaron y también su importancia política, debido a las condiciones especiales que tuvo la sociedad de los reinos y provincias de ultramar.
A partir de los primeros años de la Conquista constituyeron un eficaz mecanismo de representación de las élites locales frente a la burocracia real. Diversas disposiciones reales pretendieron someterlas a la autoridad de los representantes del rey de España, pero la lejanía con la metrópoli obligó a admitirles un alto grado de autarquía, al menos hasta fines del siglo XVIII, cuando las reformas borbónicas avanzaron sobre las atribuciones de los cabildos, principalmente por la creación de las intendencias.

## Historia y Geografía

### Historia del cabildo
La institución del cabildo provino de España, donde los habitantes de cada ciudad elegían a sus regidores y alcaldes para que administraran y reglamentaran sus comunidades. Para el momento de la llegada de los conquistadores a América, los cabildos españoles habían perdido parte de su poder, ya que muchas de sus atribuciones habían sido asumidas por la monarquía.
El origen del cabildo indiano guarda relación con la fundación de las primeras ciudades hispánicas en el siglo XVI. Cuando se fundaba una ciudad, el fundador designaba entre los soldados que lo habían acompañado en la fundación a los regidores y alcaldes que integrarían el cabildo de la nueva población. De acuerdo con una de las Leyes de Indias, el nombramiento de los regidores era una atribución privativa del adelantado que fundara la ciudad –por sí mismo o por medio de un enviado suyo– por los días de su vida, y de un hijo o heredero.
Las primeras leyes pretendieron someter enteramente los cabildos a la autoridad nombrada desde la España europea, intentando colocar a los cabildos de ultramar en la misma situación de los ayuntamientos peninsulares, los cuales en el siglo XVI ya habían perdido gran parte de su autonomía. No obstante, los reyes terminaron por reconocer que esta situación no se podía extender a los lejanos e inmensos territorios de ultramar, de modo que admitieron que los cabildos adquiriesen una gran autarquía (no eran autónomos, pues la legislación era potestad exclusiva del rey). En efecto, los cabildos asumieron amplias atribuciones de gobierno y justicia, llegando en algunos casos a nombrar directamente al gobernador.

### Desarrollo en los siglosXVIyXVII

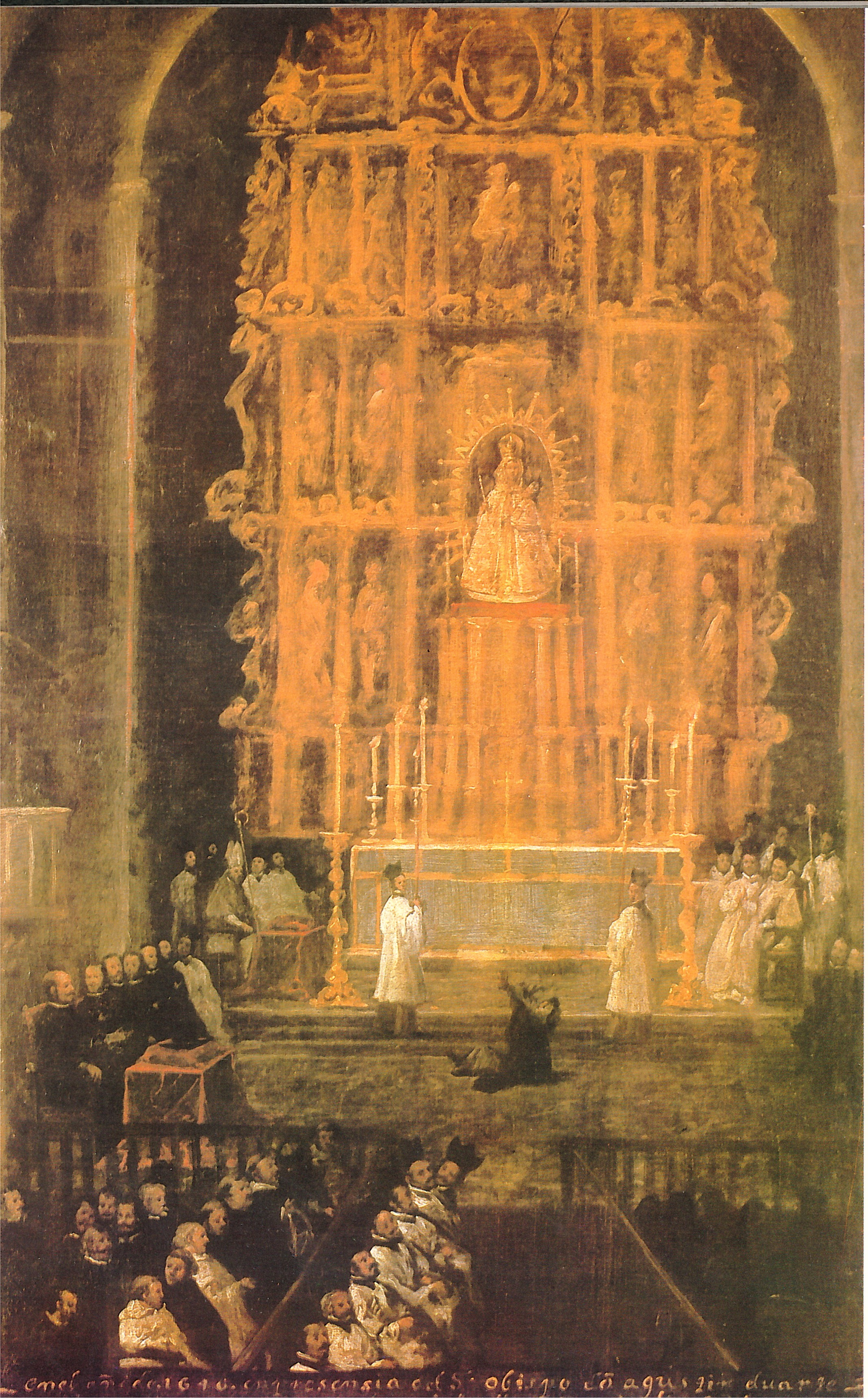
El Cabildo y la Audiencia de Quito asisten al espectáculo de una india exorcizada durante la Misa Mayor en el Altar de la Virgen de Guápulo en 1646 en presencia del Presidente Martín de Arriola y el Obispo Agustín Duarte, por Miguel de Santiago.

Desde finales del siglo XVII, el rey de España dispuso una serie de medidas desesperadas para aumentar los ingresos de la corona. Entre estas medidas se contaba la venta de por vida de los cargos públicos, entre ellos los de regidores, que pasaron a ser conocidos como "regidores perpetuos". Muchas veces esos cargos se vendían fuera de la ciudad donde estos ejercerían su cargo, y fueron repetidamente acusados de pretender recuperar rápidamente la inversión abusando de su autoridad. Pero, por otro lado, los regidores perpetuos debían residir en la ciudad, y a largo plazo lograron una mayor identificación con el medio en que actuaban que los regidores transitorios, nombrados directamente desde España.
De modo que, a fines del siglo XVII, los cabildos americanos mantenían un alto grado de autarquía respecto de la Corona y sus gobernadores, aunque en muchos casos los propios regidores eran autónomos respecto del pueblo a quien debían representar.
Otro cambio importante se había producido con el aumento de la población y el enriquecimiento de nuevas familias locales: en el caso de las ciudades portuarias, se trataba de familias ligadas al comercio, mientras en las ciudades ubicadas cerca de regiones mineras, eran familias ligadas al tráfico de minerales. Como resultado del lento y gradual –pero efectivo– cambio social, los descendientes de los fundadores fueron reemplazados como cuerpo de "vecinos" a representar por los nuevos grupos enriquecidos, muchas veces admitidos por acuerdos con los regidores perpetuos.
En cualquier caso, el proceso llevó a que la institución de los cabildos perdiera todo carácter popular y democrático y se convertiera en un organismo dominado por la oligarquía criolla. No obstante, los cabildos más importantes mantuvieron una alta cuota de poder en el sistema indiano, convirtiéndose en las instituciones más representativas de la élite criolla. Por su parte, los cargos en los cabildos de las localidades menores no fueron puestos en venta, aunque cabe resaltar que muchas veces quedaban vacantes sin cubrir.
En un principio, el gobernador de la ciudad o el virrey debía presidir las sesiones del cabildo de su sede de gobierno. Con el paso del tiempo, estos funcionarios terminaron por considerar demasiado locales y poco importantes los asuntos de que se trataba en el cabildo, de modo que dejaron de asistir a las sesiones del mismo. Sus decisiones no eran consultadas con la autoridad real, sino apenas informadas. La elección de los funcionarios más importantes era consultada con la autoridad local, que muchas veces vetaba alguno de los candidatos electos, aunque no fuera más que para hacer sentir su autoridad. No obstante, los gobernadores y virreyes generalmente se esforzaban por no entrar inútilmente en conflictos con los cabildos, que serían los primeros consultados al producirse su juicio de residencia al final de su mandato.

### El centralismo borbónico
A principios del siglo XVIII, tras la Guerra de Sucesión Española y la llegada de los borbones, se produjo una serie de cambios en la relación entre España y su Imperio. Hasta ese momento, los reinos americanos dependían directamente del rey, que las administraba a través de los virreyes y gobernadores como representantes suyos. A partir de los cambios introducidos por los borbones, los virreinatos y las capitanías generales pasaron a depender directamente de la metrópoli. Su estructura social y económica fue modificada en el sentido de una mayor dependencia de la España europea. En el caso de los cabildos, las investigaciones discuten el grado de centralización y subordinación logrado por la autoridad real sobre estos ayuntamientos americanos.
Un factor de peso en la conformación de los cabildos fue la eliminación de la venta de cargos públicos, reemplazados por regidores electos. Medida que perseguía el afán de reducir los casos de corrupción. Hubo entonces un incremento del número de regidores electos por los propios ayuntamientos, pero a la vez se repitieron providencias reales en el sentido de investir funcionarios que sustituirían a los gobernantes ausentes en caso de vacante. Esto significaba quitarles un privilegio de peso a los cabildos de las principales ciudades. Sin embargo, los cabildos lograron resistir al esfuerzo centralizador de los Borbones e incluso fortalecer su poder. Estos cuerpos funcionaron en ciertos casos como mediadores entre los funcionarios de la corona, que no tenían una posición que les permitiera imponer las nuevas disposiciones de la monarquía en América, y los pobladores de sus jurisdicciones, que se mostraban reacios a aceptar las nuevas obligaciones. Esto da cuenta de la capacidad del cabildo para mantener sus prerrogativas jurisdiccionales más allá de los esfuerzos de la corona por reducirlas, los funcionarios del Rey debieron limitarse a aplicar selectivamente las nuevas normas en las distintitas jurisdicciones en la medida que las negociaciones con las élites locales, representadas en los cabildos se lo permitiesen. Las Reformas Borbónicas no fueron una simple imposición de los requerimientos de la Corona española en el territorio colonial, sino que dependieron de la articulación entre la monarquía y los poderes locales.
Otro aspecto importante fue la conformación de una Contaduría general de Propios y arbitrios que controlara las finanzas de los Cabildos a fines del siglo XVIII. Además de la supervisión y aprobación de las cuentas anuales, se dictaron reglamentos en los cuales se consignaban en detalle las posibilidades fiscales de los cuerpos capitulares. Sin embargo se discute aún el peso y éxito que dichas medidas tuvieron en la práctica sobre el funcionamiento de los ayuntamientos americanos. Así, mientras algunos autores presentan la imagen de un “municipio controlado” a partir de 1760, investigaciones más recientes ponderan la idea de Cabildos con mayores márgenes de autonomía y consolidación de sus atribuciones en oposición al afán centralista de la Corona española. Por ejemplo el historiador mexicano Esteban Sánchez de Tagle plantea que en Nueva España a mediados del siglo XVIII, a pesar de las reformas fiscales que impulsaron el virrey Fuenclara y el comisionado Trespalacios, los poderes locales pudieron mantener su posición de privilegio. Los nuevos recursos obtenidos por la hacienda no fueron utilizados para dar solvencia a las cuentas del virreinato, que era el objetivo inicial de las reformas, sino para financiar a las nuevas milicias. Los notables locales, que inicialmente se habían visto perjudicados por el cobro de nuevos impuestos lograron acceder a lugares de privilegio dentro del poder militar acrecentando así su poder.

### El período de la Independencia

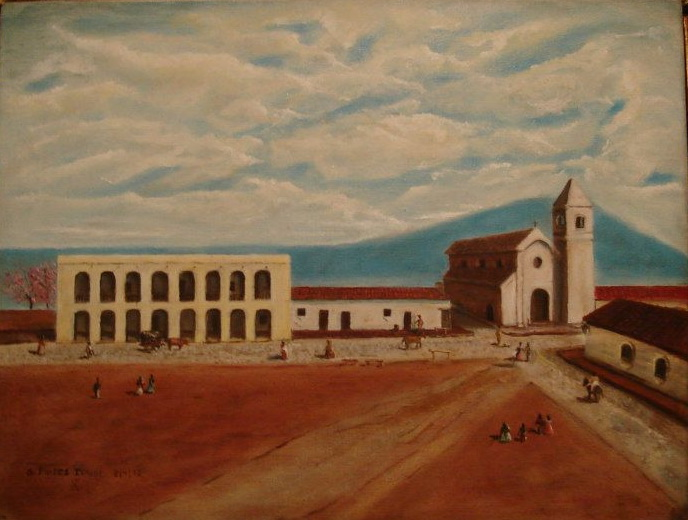
Tucumán hacia 1812, cabildo e iglesia de San Francisco (óleo actual obra de Gerardo L. Flores Ivaldi)

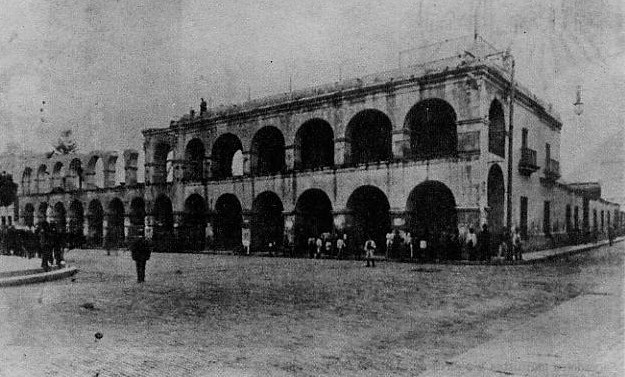
Ciudades como Tucumán demolieron sus cabildos a comienzos del, para reemplazarlos por “palacios” para el gobierno republicano.

Al producirse en España los hechos derivados de la invasión napoleónica y la deposición del rey Fernando VII, los cabildos reasumieron repentinamente sus antiguas prerrogativas: depusieron a sus gobernantes, incluidos los virreyes y capitanes generales, y asumieron la representación del pueblo de cada ciudad. Ese fue el comienzo de las distintas revoluciones que iniciaron a su vez la Independencia Hispanoamericana. En general se recurrió a cabildos abiertos para recabar la opinión de la parte sana y principal de los vecinos.
El proceso fue muy diferente entre distintas ciudades; por caso, fue completamente exitoso en el Río de la Plata, Nueva Granada, Venezuela, Chile y Paraguay. Efímeramente tuvo éxito en Montevideo, el Alto Perú (Bolivia actual) y Quito. Por su parte, fracasó por completo en Perú y Nueva España. Sin embargo, en el primer semestre de 1821, los cabildos de Trujillo, Piura y Tumbes decidieron a favor de la independencia.
En todos los casos en que tuvo éxito, el cabildo no asumió el gobierno directamente, sino que lo delegó en juntas de gobierno, reservándose un cierto control sobre las mismas, que no siempre logró ejercer. Cuando el gobierno pasó a magistrados que reemplazaron a las juntas, el cabildo perdió el control sobre el gobierno nacional, aunque conservó cierto grado de primacía a nivel local.
En el Río de la Plata, los cabildos tuvieron un papel preponderante en la formación del federalismo, reemplazando los gobiernos nombrados desde el gobierno central por otros formados por las élites locales. Se conservaron como autoridades legislativas y judiciales hasta el año 1820. Posteriormente perdieron su carácter de autoridad legislativa, y por último fueron disueltos como órganos judiciales. El último cabildo en ser abolido fue el de San Salvador de Jujuy en 1837.
En el caso de México, los cabildos han continuado hasta el día de hoy ejerciendo como autoridades municipales, si bien su naturaleza, elección y funciones han variado sustancialmente.

## Composición
A finales del período de soberanía española –principios del siglo XIX– los cabildos estaban constituidos por varios regidores, dos alcaldes ordinarios, el alférez real y el alguacil mayor como cargos electivos. Los que eran empleados permanentes del cabildo el fiel ejecutor, el procurador, el escribano, el mayordomo, el depositario y un escaso personal subalterno.
Al dejar de asistir a sus sesiones los gobernadores o virreyes, los cabildos ganaron cierto grado de autonomía. La elección de los funcionarios más importantes era consultada con la autoridad central, pero esta no tenía derecho a proponer reemplazos. Únicamente a fines del siglo XVIII se produjo un aumento de la presión para que los funcionarios fueran electos a gusto del gobernador. A su vez, este solía apadrinar a personajes recién llegados de la metrópoli, en un gesto más hacia la centralización administrativa del Imperio y el reforzamiento de la dependencia de los territorios de ultramar respecto a la  Metrópoli.

### Regidores
Los regidores formaban en conjunto el llamado «regimiento». Como su nombre indicaba, eran quienes regían, gobernaban y controlaban la vida cabildaria. Usualmente, el regidor de primer voto ocupaba el cargo de alférez, otro era defensor de menores, un tercero  era defensor de pobres y el cargo de fiel ejecutor se rotaba entre los restantes.
El número de regidores variaba según la importancia de las ciudades: las cabezas de los grandes virreinatos, Lima y México, tenían derecho a tener doce regidores. Las capitales de provincia podían tener ocho y las ciudades subalternas seis. Las villas, de categoría inferior a las ciudades, tenían cuatro regidores, y se los denominaba frecuentemente como medios cabildos.
Los asentamientos de naturales y las misiones jesuíticas tuvieron un número reducido de regidores, y, en general, contaban también con un alcalde. Su autonomía municipal era muy inferior.
Fuera de los pueblos de indios, podían acceder a los cargos de regidores –y, por ende, a cualquier otro cargo concejil– solamente los vecinos, es decir, los blancos, de más de 20 años de edad, que tuvieran casa en la ciudad que no ejercieran "oficios viles y de probada hidalguia".

### Alcaldes
Los alcaldes ordinarios eran dos funcionarios elegidos por los regidores el primer día de enero de cada año. Esta elección debía hacerse de entre los vecinos y naturales de la ciudad. Como en el caso de los regidores –al menos en teoría– se debía preferir a los primeros pobladores y sus descendientes. Se los denominaba alcalde de primer voto y alcalde de segundo voto.
Inicialmente los alcaldes eran autoridades exclusivamente judiciales, que llevaban adelante los juicios en primera instancia. Entre ambos se ocupaban de los pleitos comunes; el alcalde de primer voto era el juez privativo de los juicios criminales, y el de segunda instancia ejercía como juez de menores.
Pasada la época de la conquista y las fundaciones, los virreyes, gobernadores o tenientes de gobernador dejaron de asistir a las sesiones de los cabildos, de los cuales eran presidentes natos. De modo que los alcaldes de primer voto pasaron a presidir las sesiones del cabildo, y en su ausencia los de segundo voto. En todos los casos, era el alcalde de primer voto quien votaba primero, seguido por el alcalde de segundo voto, y recién a continuación votaban los regidores.
El primer voto que se emitía solía condicionar el resto de la votación, especialmente en un régimen político que no se guiaba por la regla de la mayoría sino por la búsqueda prioritaria de alguna forma de consenso. De este modo, la importancia del alcalde de primer voto se incrementó considerablemente, llegando a ser el funcionario más importante del cabildo y extendiendo sus atribuciones mucho más allá de sus funciones judiciales.
Los alcaldes ordinarios dirigían la vida de la ciudad, presidían el Cabildo colonial y eran la primera autoridad municipal. Dado que el cabildo tenía la facultad de ejercer el gobierno interinamente en caso de muerte o ausencia del gobernador de la provincia, esa atribución recayó principalmente en los alcaldes.

### Alférez real
Inicialmente era el oficial que comandaba las milicias de la ciudad, elegido anualmente. Con el paso de tiempo, el cargo militar pasó a oficiales profesionales y permanentes, mientras el cargo de alférez real derivó en un puesto honorario de gran prestigio social, cuya responsabilidad era principalmente ceremonial, siendo el encargado de llevar el pendón real en los actos públicos.
Asimismo, el prestigioso cargo conllevaba la obligación de solventar fiestas, agasajos y limosnas locales de su propio bolsillo, por lo que comúnmente recaía en alguien de fortuna suficiente.

### Alguacil mayor
El alguacil mayor era el funcionario encargado de hacer cumplir los acuerdos del Cabildo, perseguir los juegos prohibidos, practicar detenciones, hacer la ronda de la ciudad, entre otras labores. Era el responsable de arrestar a los delincuentes, vagos y beodos, y conducirlos a la cárcel que estaba por lo general en el mismo edificio del cabildo.
Tenía el particular privilegio de que era la única persona habilitada a ingresar con armas al edificio del Cabildo, aún durante las sesiones del mismo. Su cargo era también vendible.
El alguacil mayor de gobierno era aquel que fuera asignado por un gobernador para residir en la capital de la gobernación y dependiera de él todos los demás de cada cabildo. Ocuparon este puesto de alguacil mayor del Río de la Plata, asumiendo el puesto en el Cabildo de Asunción, los siguientes: Fernando de Trejo y Carvajal desde 1553 y Juan de Garay desde 1568, entre otros.

### Fiel ejecutor
El fiel ejecutor era un funcionario permanente del cabildo, encargado de los abastos de la ciudad. Su responsabilidad principal consistía en fijar los precios y controlar las pesas, medidas y monedas que utilizaban los comerciantes. También era responsable del aseo y ornato de la ciudad.

## Otros oficios

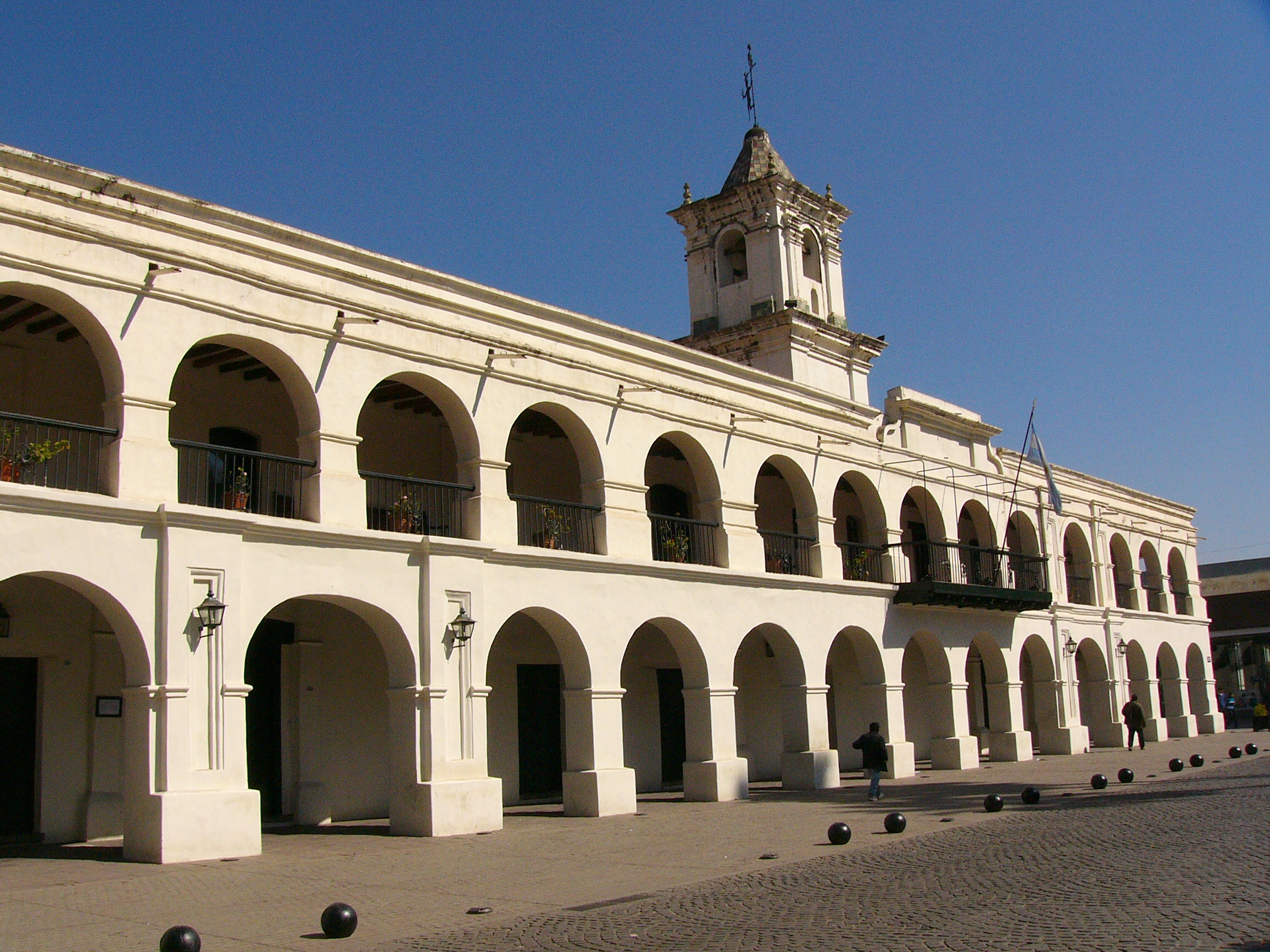
Cabildo de Salta, Argentina.

Aparte de sus miembros —que ejercían sus cargos sin remuneración alguna— el Cabildo tenía una serie de empleados rentados, con atribuciones especiales. En su mayor parte eran oficios vitalicios.

### Procurador
El procurador –síndico procurador general o bien personero del común– era el representante legal del municipio, nombrado por los regidores. Lo representaba en cualquier juicio que se llevara ante la real audiencia, o en solicitudes ante los gobernadores y/o virreyes. Para impetrar ante la Corte, el rey o el Consejo de Indias, en cambio, había que enviar diputaciones especiales a la península.
También era responsable de recibir y examinar las peticiones de los vecinos; al respecto, tenía la facultad de desestimar o de elevar al Cabildo. El procurador debía intervenir en todos los casos de venta, composición y repartimiento de tierras y solares.
Era nombrado anualmente por los regidores, aunque no estaba prohibido que ocupara el cargo en años consecutivos. De hecho, la mayoría de los procuradores permanecía muchos años en sus cargos.

### Escribano real
El escribano se encargaba de llevar el libro de acuerdos del Cabildo, tanto de las resoluciones políticas cuanto de las sentencias judiciales. Llevaba también el libro de asiento de los depósitos que se hicieran. En las localidades de menor población, ejercía como notario de los convenios particulares, funciones que en las ciudades mayores ejercían notarios privados, aunque registrados ante el Cabildo.

### Alcaldes de Santa Hermandad
Anualmente, el cabildo designaba un cierto número de alcaldes de hermandad, uno para cada distrito si lo tuviera en que se dividiera la campaña del partido determinado. Cada uno tenía a su cargo una cuadrilla –después partida– generalmente formada por cuatro soldados.
En los últimos años coloniales, les fue retirado el antiguo nombre de la Santa Hermandad, y eran conocidos simplemente como alcaldes de distrito.
En zonas urbanas, la vigilancia de la ciudad era ejercida por «alguaciles menores», que estaban sometidos a la autoridad del alguacil mayor. Hacia fines del siglo XVIII, estos últimos fueron reemplazados por comisarios en las ciudades mayores, uno por cada barrio.
Poco antes de la violenta extinción del Imperio español, se había generalizado la atribución a los alcaldes o comisarios de la administración de justicia en pleitos de poco monto, de ámbito exclusivamente local.

### Depositario general
Una serie de funcionarios con competencias relacionadas con los ingresos públicos eran llamados «Jueces Oficiales de la Renta» y era el depositario general encargado de recaudar los ingresos del Cabildo tanto los "propios" como los "arbitrios", y también de custodiar los bienes en litigio.

### Tesorero, contador y otros cargos
El tesorero era el custodio de los fondos del Cabildo, y el contador llevaba los libros. Los maestros de escuela –excepto de las administradas por órdenes religiosas– eran empleados del cabildo. También lo eran los empleados del Hospital, cuando este existía.

### Portero
El portero del cabildo era el encargado del mantenimiento y limpieza de su edificio, así como de abrir y cerrar las puertas del mismo. Esta última responsabilidad involucraba dos tareas, que eran las que hacían de este empleado un personaje de cierta jerarquía: una, llamar a los regidores y alcaldes a sesiones ordinarias, y dos, cuidar de los presos de la cárcel, que formaba parte del edificio del cabildo..

## Atribuciones

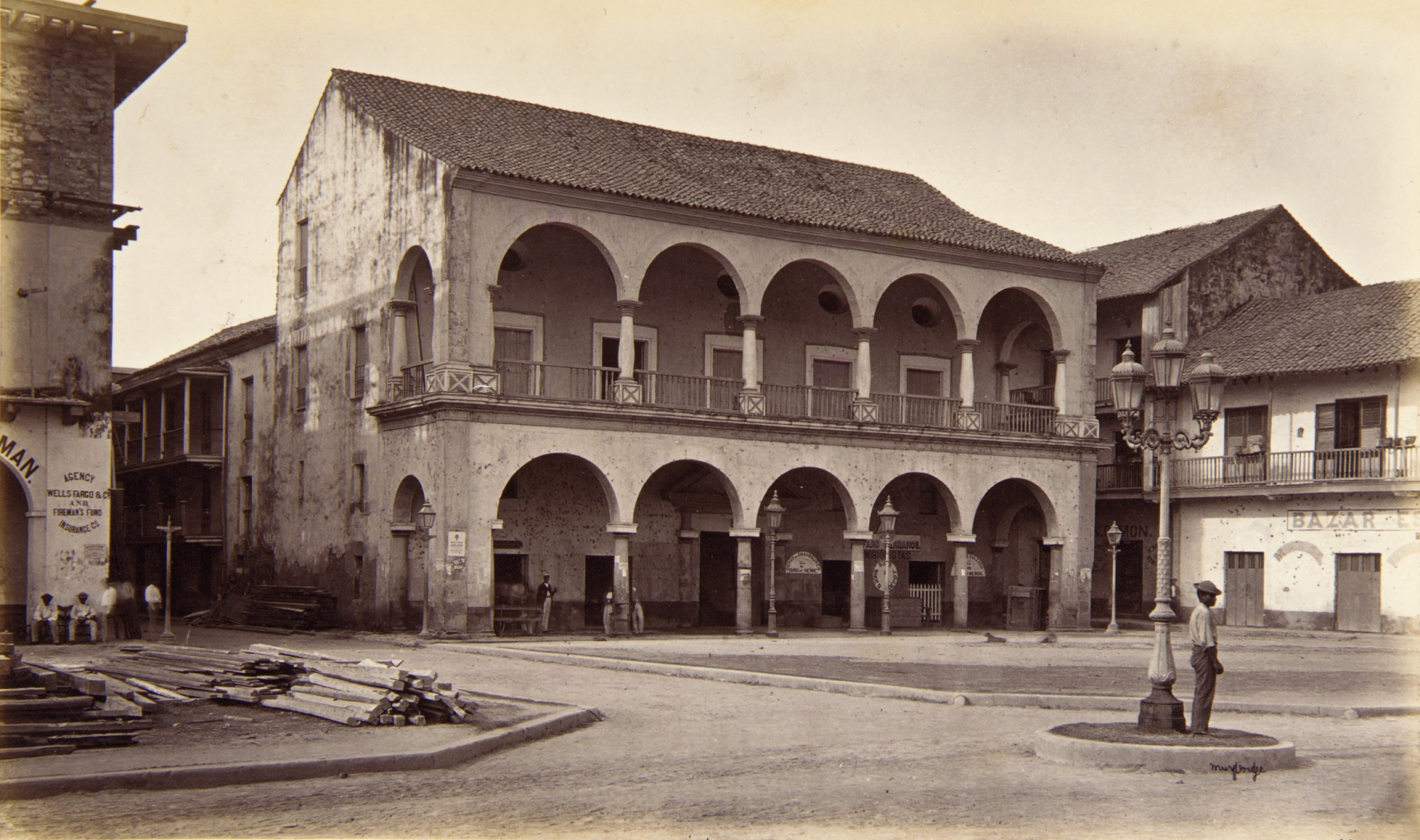
Cabildo colonial de la Ciudad de Panamá. Este fue demolido para construir el actual Palacio Municipal de Panamá.

Las atribuciones del Cabildo eran de tres tipos: judiciales, administrativas y políticas. Las judiciales –administrar justicia en primera instancia– las ejercía el Cabildo por medio de los alcaldes ordinarios.
Las atribuciones administrativas consistían en: administrar los ejidos de la ciudad, repartir tierras y solares entre los vecinos, cuidar del abastecimiento de la población, de su aseo y ornato, de los precios, pesas y medidas. Estas funciones las cumplía el Cabildo por medio de sus regidores, alférez real, alguacil, procurador y demás funcionarios municipales.

### Atribuciones políticas
1-. El privilegio de que sus alcaldes ejercieran el gobierno interinamente por muerte o ausencia temporal del gobernador.
2-. La prerrogativa de reunirse en Congreso o Junta de Municipalidades, para discutir y resolver cuestiones importantes de su jurisdicción.
3-. El derecho de enviar procuradores a suplicar al rey ciertas medidas favorables al territorio.
4-. Suspender el cumplimiento de órdenes llegadas de la España europea cuando las consideraran perjudiciales a los usos y costumbres o que pudieran alterar el orden público. En estos casos, el Cabildo apelaba directamente al rey para solicitar la suspensión o modificación de estas órdenes.
5-. Ejercicio del gobierno interino por los alcaldes ordinarios. Los alcaldes ordinarios gozaron de la prerrogativa de gobernar interinamente en caso de muerte o ausencia temporal del gobernador de la provincia. Este privilegio les estaba conferido en las Leyes de Indias.

## Propios y arbitrios
Los recursos con que contaban los cabildos eran los llamados "Propios y Arbitrios". Los "propios" eran los ingresos provenientes del alquiler de las propiedades del cabildo, en general casas, edificios de negocios, depósitos, molinos, huertas y fincas rurales.
Dado que generalmente esos recursos solo eran suficientes para la administración burocrática, se recurría repetidamente a los "arbitrios". Estos eran impuestos especiales por tiempo determinado, percibidos para sufragar gastos especiales. Se trataba en general de impuestos a actividades comerciales, tanto de importación y exportación como de comercio al menudeo, y también a las actividades artesanales. A veces se recurría, como excepción, al pago de derechos por las propiedades urbanas; rara vez se imponía sobre las propiedades rurales.
Fue usual, sin embargo, que los arbitrios se transformaran en recursos económicos permanentes, y se continuara su percepción ininterrumpida durante siglos. Entre los principales ingresos de arbitrios estaba la renta de sisa, aplicada sobre el precio de venta del vino y aguardiente, vinagres, aceite, carne y frutas vendibles. Este ingreso se aplicaba inicialmente a obras públicas, enseguida al mantenimiento de las calles, acequias y edificios públicos, y por último a los sueldos permanentes de los funcionarios adscritos a este mantenimiento y sus empleados. De ese modo, un ingreso ocasional se transformaba en permanente, ya que la necesidad de percibirlo era permanente.

## Funciones
Las sesiones del cabildo podían ser de dos tipos: ordinarias y extraordinarias. Entre estas últimas se cuentan los cabildos abiertos.
Otras funciones eran: rentas del municipio, determinación de valores de la venta de bienes y servicios, enseñanza, el correcto abastecimiento de víveres, hasta la persecución de la delincuencia y la administración de la justicia local

### Ordinarias
Eran cerradas y solo participaban los integrantes de la corporación, podían ser:
- Electorales: pues el cabildo se renovaba por sí mismo.
- Deliberantes: reglamentaba todo lo concerniente a la vida local, administración de los bienes comunales, policía e higiene de las poblaciones, milicias, enseñanza primaria, abasto de la ciudad, fijación de precios, rentas, fijaba los precios de venta de artículos y servicios, reguló el funcionamiento de los distintos oficios urbanos, estableció los pesos y medidas, etc.
- Administrativas: pues aplicaba y hacía efectivos los reglamentos sancionados.
- Judiciales: porque intervenía en la acción de la justicia.

### Extraordinarias
Se convocaba a todos los vecinos calificados de la ciudad, y se realizaban cuando:
- convocaban al vecindario a cabildo abierto (ver más adelante).
- asumían el gobierno político de la ciudad por ausencia o impedimento del funcionario a quien correspondía: virrey, gobernador, etc.

### Cabildo abierto

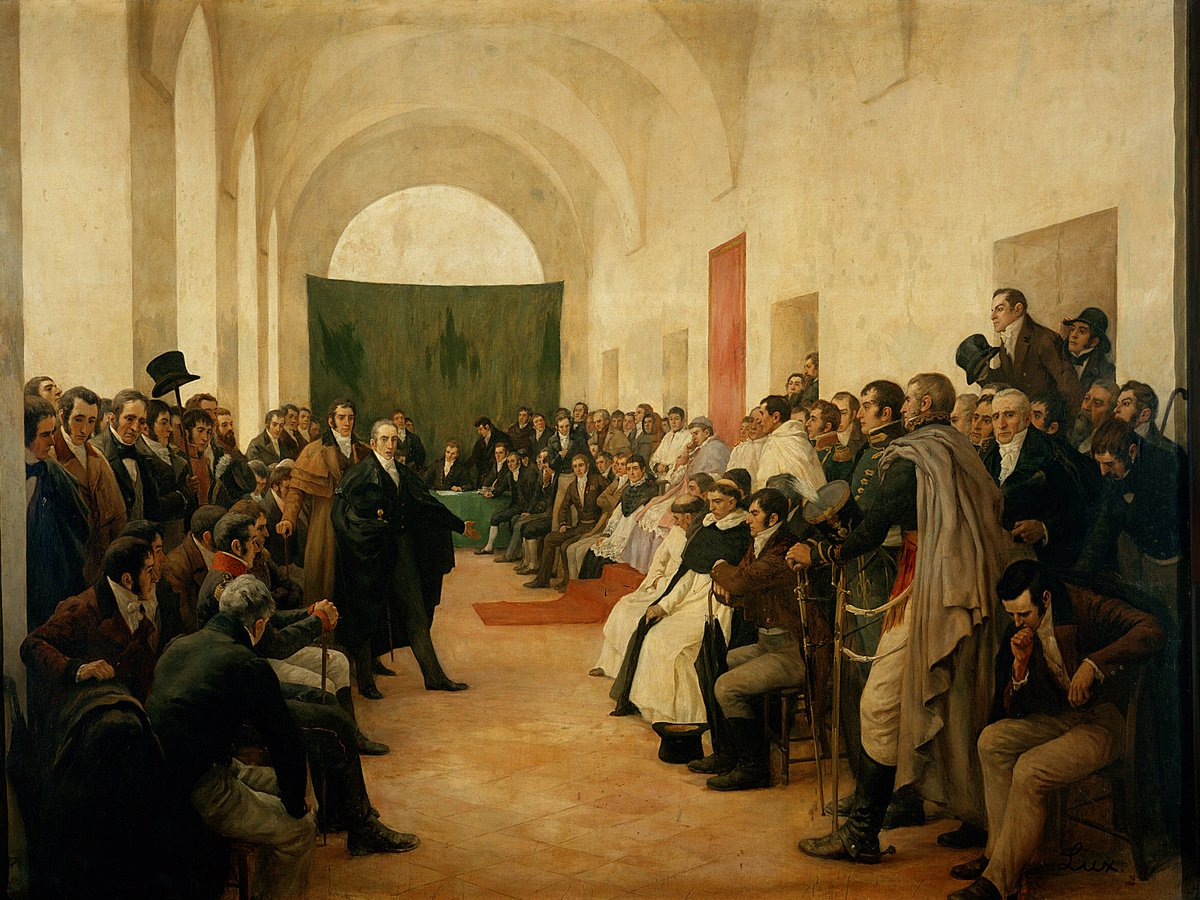
“Cabildo abierto del 22 de mayo de 1810”, de Pedro Subercaseaux.

Consistía en la reunión de la parte más "sana" y principal de cada población, convocada por el cabildo ordinario, que la presidía, para tratar asuntos de grave importancia. La reunión solía celebrarse en el recinto del cabildo o en alguna iglesia.
Los cabildos abiertos atribuían a la parte representativa de la ciudad el derecho a deliberar sobre cuestiones que por su naturaleza requerían una solución extraordinaria. Las personas convocadas eran designadas por el cabildo invitante sin intervención del pueblo y constituían la aristocracia local; pero, con todo, la circunstancia de llamarlas para deliberar con el cabildo ordinario daba a estas asambleas un carácter más democrático.
Durante los primeros siglos de la dominación española los cabildos abiertos no tuvieron importancia política y fueron convocados con fines diversos, entre ellos:
- Acordar donativos.
- Adoptar medidas contra los indios.
- Contratar los servicios de un médico.
- Escuchar la lectura de una cédula real.

Aunque en los años de la conquista abundaron los cabildos abiertos, esta manifestación de soberanía popular se hizo cada vez menos frecuente, en la medida que las corporaciones se burocratizaron y pasaron a ser controladas de manera monopolística por la aristocracia criolla.